# NGC 335
NGC 335 est une galaxie spirale vue par la tranche et située dans la constellation de la Baleine. NGC 335 a été découverte par l'astronome américain Francis Leavenworth en 1885.

## Caractéristiques
Sa vitesse par rapport au fond diffus cosmologique est de 5 410 ± 21 km/s, ce qui correspond à une distance de Hubble de 79,8 ± 5,6 Mpc (∼260 millions d'al).
À ce jour, une mesure non basée sur le décalage vers le rouge (redshift) donne une distance d'environ 66,400 Mpc (∼217 millions d'al). Cette valeur est à l'extérieur, mais compatible avec les valeurs de la distance de Hubble.
La classe de luminosité de NGC 335 est II-III et elle présente une large raie HI.